# 中国人民解放军陆军第八十三集团军
中国人民解放军陆军第八十三集团军，隶属中部战区陆军，军部驻地河南省新乡市。

## 沿革

### 中华人民共和国成立前
第五十四集团军前身的第五十四军是由中国人民解放军第四十四军、四十五军部队合编而成。
中国人民解放军第四十四军的前身是东北野战军第七纵队。1945年9月至11月，新四军第三师、陕甘宁边区教导第一旅、冀东军区、冀热辽军区、晋绥军区等各抽调部分部队，分别开进到沈阳、长春、四平、辽北、吉西等地。其中开进到沈阳的冀东军区和晋绥军区的部队在1945年10月扩编为辽吉军区保安第一旅，其他部队扩编为地方武装团队。上述旅、团在西满军区领导下，开辟了辽北、吉西根据地，参加了四平保卫战及通辽、开鲁、茂林等攻坚战。1947年2月至3月，以上述作战地区的地方武装团队合编成辽吉军区保安第二旅以及西满军区独立师。1947年4月，辽吉军区保安第一、第二旅和西满军区独立师依次改称为西满军区独立第一、第二、第三师。1947年5月中旬至6月初，这三个独立师在东北夏季攻势中陆续攻克玻璃山、双山、榆树台等地。1947年6月中下旬，参加四平攻坚战。1947年8月，在吉林双辽县成立东北民主联军第七纵队，邓华为司令员，陶铸为政治委员，吴富善为副政治委员，高体乾为参谋长，袁升平为政治部主任。三个独立师依次改称该纵队下辖的第十九师、第二十师、第二十一师。1947年9月至11月参加东北秋季攻势。1948年1月改称为东北人民解放军第七纵队。1947年12月至1948年3月参加东北冬季攻势。1948年4月至8月，在四平开展新式整军运动和军事练兵。1948年9月至10月，参加辽沈战役，和其他部队攻克锦州，后将国军第九兵团包围在黑山、大虎山地区，歼其4万多人，俘虏国民党东北行政委员会上将副主任张作相及第四十九军中将军长郑庭笈。1948年11月，根据中共中央军委关于统一全军编制及部队番号的命令，第七纵队改称中国人民解放军第四十四军。
中国人民解放军第四十五军源自1938年7月中共冀热辽特委、中共京东特委在八路军第四纵队配合下举行冀东大暴动，此后建立冀东抗日根据地并成立冀东军分区。1942年2月，冀东军分区改成第十三军分区。1944年9月19日，冀东（十三）军分区扩编成冀热辽军区，李运昌任司令员兼政治委员。1945年6月，冀热辽军区部队挺进热河中部及辽西地区。1945年10月到11月，根据中共中央关于向东北发展并争取控制东北的战略，八路军陕甘宁边区留守兵团警备第一旅（欠第三团）、陕甘宁边区教导第2旅第1团、冀中军区第三十一团等部队奉命前进至辽宁锦州、朝阳等地扩编，归属东北人民自治军领导。1946年，以上述部队作为基础改编成冀热辽军区独立第十三、第十六、第二十七旅（后来改称独立第十八旅）。1947年5月，从冀热辽军区抽调干部成立冀热辽军区前方指挥所。1947年8月，上述三个独立旅以及冀热辽军区前方指挥所在赤峰改编成东北民主联军第八纵队。此后第八纵队参加了东北秋季攻势、冬季攻势作战。1948年1月，改称东北人民解放军第八纵队。1948年4月至8月，开展新式整军运动及军事练兵。1948年9月至11月，参加辽沈战役，和其他部队堵住国军廖耀湘兵团南逃道路。1948年11月，根据中央军委命令，正在辽宁海城、辽阳等地的东北人民解放军第8纵队改称中国人民解放军第四十五军。

### 中华人民共和国成立后
1952年，第四十五军军部及第一三四、一三五师和第四十四军一三〇师进行合并，因番号问题两军发生争执，后由周恩来提议，原两军番号同时取消，取两军的尾数“五”与“四”编为第五十四军，由丁盛率领参加过抗美援朝战争。1959年，参加西藏平叛作战。1962年，参加中印边境战争，第一三〇师于瓦弄战役击溃印军第11步兵旅。1979年，参加对越自卫还击作战西线战役。当时的一二七师师长是张万年，后来的军委副主席。一二七师攻占重镇谅山，五战五捷，击溃了越军主力部队。
1985年，第五十四军改编为陆军第五十四集团军（原代号为中国人民解放军54774部队，后代号改为中国人民解放军71521部队），是中国人民解放军陆军重装的三个快速反应集团军之一（另两个为陆军第三十八集团军和陆军第三十九集团军），属于战略预备部队。下辖一六〇师、一六二师和一二七师（原属第四十三军），坦克十一旅、一个炮兵旅和一个高炮旅，一个集团军炮兵旅。第五十四集团军的装备水平仅次于第三十八集团军。1989年曾到北京执行戒严任务。
2016年，中国人民解放军七大军区撤销，成立五大战区，陆军第五十四集团军划归中国人民解放军中部战区陆军。
2017年4月18日，中共中央总书记、国家主席、中央军委主席习近平在北京八一大楼接见新调整组建的84个军级单位主官，并对各单位发布训令；中共中央政治局委员、中央军委副主席许其亮宣读习近平主席签发的中央军委关于调整组建军兵种部队和省军区系统军级单位的命令、决定。在这次军级单位调整组建中，以陆军第五十四集团军为基础，调整组建陆军第八十三集团军。军部驻地河南省新乡市。

## 编制
1985年陆军第五十四军改编为陆军第五十四集团军，辖步兵第一六〇师、一六二师。原属第四十三军步兵第一二七师调入该集团军，并编入坦克旅、炮兵旅和高炮旅，第一六一师撤销，改编为集团军炮兵旅。1998年后，步兵第一二七师改装为轻型机械化步兵师，步兵第一六〇师改编为摩步旅。属第二十集团军的装甲第十一师与第五十四集团军装甲旅对调，高炮旅则改编为防空旅。2009年，步兵第一六二师改装为轮式机械化步兵师，使用09系列8×8轮式车族。2016年深化国防和军队改革前，陆军第五十四集团军下辖：机械化步兵第一二七师、机械化步兵第一六二师、机械化步兵第一六〇旅、装甲第十一旅、炮兵旅、防空旅，以及集团军直属的陆军航空兵团、通信团、工兵团等。
2017年组建的陆军第八十三集团军下辖：
- 合成第十一旅（履带式装甲合成部队，主要装备ZTQ-15 + ZBD-86）[13]
- 合成第五十八旅（轮式机械化合成部队，主要装备ZTL-11 + ZSL-92）
- 合成第六十旅（轮式机械化合成部队，主要装备ZTL-11 + ZBL-08）
- 合成第一一三旅（轮式机械化合成部队，主要装备ZTL-11 + ZSL-92）
- 合成第一三一旅（履带式机械化合成部队，主要装备ZTZ88B + ZSD-89A）[14][15]
- 合成第一九三旅（轮式机械化合成部队，主要装备ZTL-11 + ZBL-08）
- 空中突击第一六一旅（直升机机动轻步兵部队，主要装备直8、武直10、直20等）[16]
- 特战第八十三旅（据悉于2023年转隶海军陆战队）
- 炮兵第八十三旅
- 防空第八十三旅
- 工化第八十三旅
- 勤务支援第八十三旅

## 历任领导

### 中国人民解放军第五十四军
| 中国人民解放军第五十四军军长 1. 丁盛（1952年10月—1955年12月） 2. 欧阳家祥（1955年12月—1957年9月） 3. 丁盛（1957年9月—1964年9月） 4. 韦统泰（1964年9月—1969年6月） 5. 韩怀智（1969年6月—1980年5月） 6. 李九龙（1980年5月—1985年6月） | 中国人民解放军第五十四军政治委员 1. 谢明（1952年10月—1955年10月） 2. 谢家祥（1955年10月—1967年7月） 3. 蓝亦农（1967年7月—1969年4月） 4. 梁大门（1969年4月—1972年11月） 5. 邢泽（1972年11月—1978年5月） 6. 朱志伟（1978年5月—1983年5月） 7. 杨兴隆（1983年5月—1985年8月） |

### 中国人民解放军陆军第五十四集团军
| 中国人民解放军陆军第五十四集团军军长 1. 朱超（1985年8月—1990年6月） 2. 梁光烈（1990年6月—1993年12月） 3. 张祥林（1993年12月—1998年12月） 4. 黄汉标（1998年12月—2006年8月） 5. 宋普选（2006年8月—2009年2月） 6. 戎贵卿（2009年2月—2014年12月） 7. 石正露（2014年12月—2017年4月） 中国人民解放军陆军第五十四集团军副军长 - 王继平 少将（2013年2月—2015年6月） | 中国人民解放军陆军第五十四集团军政治委员 1. 李春廷（1985年8月—1988年7月） 2. 张文台（1988年7月—1993年12月） 3. 刘永治（1993年12月—1999年4月） 4. 祁正祥（1999年4月—2003年12月） 5. 王洪尧（2003年12月—2008年1月） 6. 高建国（2008年1月—2010年） 7. 徐远林（2010年—2014年） 8. 徐忠波（2014年—2016年1月） 9. 高伟（2016年7月—） |

| 中国人民解放军陆军第五十四集团军参谋长 | 中国人民解放军陆军第五十四集团军政治部主任 |

### 中国人民解放军陆军第八十三集团军
| 中国人民解放军陆军第八十三集团军军长 1. 谢增刚 少将（2017年3月—2023年） 2. 谭海林 少将（2023年—） 中国人民解放军陆军第八十三集团军副军长 - 苏荣 少将（2017年—） | 中国人民解放军陆军第八十三集团军政治委员 1. 卢少平 少将（2017年3月—2018年12月） 2. 唐兴华 少将（2018年12月—2022年） 3. 王信民 少将（2022年—） 中国人民解放军陆军第八十三集团军副政治委员 - 沈竹君 少将（2017年—） |

| 中国人民解放军陆军第八十三集团军参谋长 中国人民解放军陆军第八十三集团军副参谋长 | 中国人民解放军陆军第八十三集团军政治工作部主任 中国人民解放军陆军第八十三集团军政治工作部副主任 |

| 中国人民解放军陆军第八十三集团军保障部部长 中国人民解放军陆军第八十三集团军保障部副部长 | 中国人民解放军陆军第八十三集团军纪律检查委员会书记 - 沈竹君（2017年—，副政治委员兼） 中国人民解放军陆军第八十三集团军纪律检查委员会副书记 |

## 荣誉
曾被授予荣誉称号的单位有：
- 红军师、铁军：原陆军第五十四集团军步兵第一二七师
- 红军团：原陆军第五十四集团军步兵第一二七师第三八〇团
- 红军团：原陆军第五十四集团军步兵第一六二师第四八五团
- 瑞金团：原陆军第五十四集团军步兵第一六二师第四八五团
- 猛虎扑羊团：原陆军第五十四集团军步兵第一六二师第四八六团
- 刘老庄连：原陆军第五十四集团军步兵第一二七师第三七九团（叶挺独立团）第四连。2017年转隶为陆军第八十三集团军某旅某连[22]
- 奇袭腊子口连（红五连）：原陆军第五十四集团军步兵第一二七师第三七九团（叶挺独立团）某连[23][24]
- 钢刀连：原陆军第五十四集团军步兵第一六二师第四八四团第一连
- 金汤桥连：原陆军第五十四集团军步兵第一六二师第四八五团第七连
- 能攻善守英雄连（红九连）：原陆军第五十四集团军步兵第一二七师第三七九团（叶挺独立团）第九连[24]
- 阻击英雄连：原陆军第五十四集团军步兵第一二七师第三七九团（叶挺独立团）第一连
- 英雄侦察连：原陆军第五十四集团军步兵第一二七师侦察连
- 红一连：原陆军第五十四集团军步兵第一二七师第三八〇团（秋收起义红二团）第一营第一连[24]。2017年转隶陆军第八十三集团军某旅[25]
- 大功三连：原陆军第六十五集团军某旅三连。2017年转隶为陆军第八十三集团军某合成旅三连[26][25]
- 杨根思连：原陆军第二十集团军步兵第五十八师第一七二团第三连。2017年转隶为陆军第八十三集团军某合成旅某装甲步兵连[25][27]
- 沙家浜连、抗洪抢险英雄连：原陆军第二十集团军步兵第五十八师第一七五团第二连。2017年转隶陆军第八十三集团军[25]
- 杨靖宇支队：原陆军第二十集团军装甲第十三旅。2017年转隶陆军第八十三集团军[25]
- 红色模范卫生队：原陆军第五十四集团军步兵第一二七师第三七九团（叶挺独立团）卫生队[24]

曾被授予荣誉称号的个人有：
- 见义勇为青年英雄：徐洪刚[25]